# Ганс Крюгер
Ганс Крюгер (нім. Hans Krüger; 1 липня 1909, Познань — 8 лютого 1988, Вассербург-ам-Бодензеє) — німецький сільськогосподарський інспектор, гауптштурмфюрер СС, відомий своїми наказами про масові розстріли у Східній Галичині. Влаштована ним «кривава неділя у Станіславі», під час якої 12 жовтня 1941 року було розстріляно понад десять тисяч єврейських чоловіків, жінок і дітей, вважається початком остаточного розв'язання єврейського питання в Генеральній губернії.

## Походження та освіта
Ганс Крюгер народився 1909 року в Познані, яка тоді належала Німецькій імперії, у сім'ї вчителя приватного торговельного училища. З 1914 року навчався у тамтешній середній школі та в німецькій гімназії. Після Першої світової війни його батько долучився до «Німецької народної ради провінції Позен» — масового національно-консервативного руху громадян. Під час Познанського повстання 1918-1919 рр. батька інтернували, після чого йому довелося негайно покинути з сім'єю вітчизну, яка відтоді відійшла до Польщі. Роботи батько більше не знаходив, і збідніла сім'я переїхала жити зі Свебодзіна в Луккенвальде, де Ганс 1923 року одержав у місцевій середній школі атестат зрілості. 1925 року вивчився на сільськогосподарського інспектора та бухгалтера, після чого працював на двох дворянських помістях. Із 1928 року допомагав своїм батькам, які тримали бакалійну крамницю та птахоферму у передмісті Треббіна Штангенгаген. У 1930-1933 роках Ганс Крюгер був за невеликими винятками без роботи.

## Передвоєнна діяльність
Ще в 1925 році — у шістнадцятирічному віці — Крюгер приєднався до правоцентристських об'єднань, як-от «Сталевий шолом», а 1 квітня 1929  вступив у штурмові загони (СА), де 1931 року дослужився до штурмфюрера, а в 1932 році — до штурмбанфюрера СА. З 1 вересня 1930 року став членом Націонал-соціалістичної робітничої партії Німеччини (НСДАП).
З травня по листопад 1933 року Крюгер працював начальником поліційного відділку в Оранієнбурзькому концентраційному таборі. У жовтні 1934 року отримав за свою належність до «старої гвардії» НСДАП більш високооплачувану посаду в керівництві бюро з працевлаштування Луккенвальде. 1 травня 1938 року Крюгера прийняли до себе загальні СС, присвоївши йому звання гауптштурмфюрера. Саме тоді він потрапив до кадрового резерву поліції безпеки, а в березні 1939 року в Берліні зарахований кандидатом на посаду комісара кримінальної поліції.

## Друга світова війна
З початком Другої світової війни 1 вересня 1939 року Крюгер висунувся з айнзацкомандою з Ополя у Польщу. У Закопаному з листопада 1939 року він проводив підготовку Української допоміжної поліції, потім проходив у Берліні курси керівних кадрів, а в червні 1941 року повернувся в Краків на посаді комісара кримінальної поліції.

### Винищення «прошарку польської інтелігенції»
У ході нападу на Радянський Союз Крюгер 2 липня 1941 року прибув у Львів у складі «виконавчої групи спеціального призначення» (нім. Einsatzkommando z. b. V.), якою керував Карл Ебергард Шенгарт. Крюгеру приписують організаційну участь у масовому вбивстві професури у Львові влітку 1941 року; проте безпосередня причетність до розстрілу не піддається доведенню.
Наприкінці липня 1941 року Крюгер приїхав до Станиславова і заснував у крилі будівлі суду Станіславське відділення керівництва Львівської поліції безпеки і СД (пізніше — Станіславський комісаріат прикордонної поліції), яке очолював до серпня 1942 року. Станіславське відділення відповідало за Станіславську, Калуську і Рогатинську округи з населенням у понад 700 тис. жителів. Установа не налічувала й тридцятьох німецьких співробітників; більшість із них прибула з поліції безпеки Краківського дистрикту. Одначе для підсилення Крюгер мав у своєму розпорядженні численних добровільних помічників, завербованих із числа місцевих фольксдойчів і українських міліціонерів.
2 серпня 1941 року Крюгер наказав провести облік адвокатів, учителів, рабинів, інженерів, лікарів та інших представників польської інтелігенції. З 800 людей, які дотрималися наказу, 200 були відправлені додому як незамінні фахівці, всі інші були розстріляні і прикопані у переліску.

### «Остаточне розв'язання» в Галичині
6 жовтня 1941 року Крюгер провів винищувальну операцію у містечку Надвірна. 2000 євреїв були зігнані на базарну площу, виведені в сусідній лісок і розстріляні службовцями поліції безпеки і 133-го резервного батальйону поліції за співучасті Української допоміжної поліції. Через кілька днів після цієї «генеральної репетиції», 12 жовтня 1941 року, такого роду різанина повторилася у «криваву неділю у Станіславі». Майже 20 тис. євреїв були зігнані і змушені йти групами на кладовище, де від 10 до 12 тис. із них було розстріляно. Операція припинилася з настанням темряви. До 1 грудня 1941 р. сталися численні інші масові розстріли в Галицькій області, а саме в Рогатині, Станіславі, Делятині, Калуші, де було вигублено по кілька тисяч євреїв. Наприкінці березня 1942 року Крюгер наказав вилучити зі Станіславського гетто тисячі «безкорисних євреїв»; починаючи з 1 квітня 1942 року, їх насильно вивозили в Белжецький табір смерті і там умертвляли газом у газових камерах. Проте, на відміну від Львова, більшість євреїв, які проживали у Станіславі або були туди зігнані, розстрілювали на місці, а не відправляли в концтабори. Причиною такої особливості міг бути начальник Станіславського гестапо Ганс Крюгер, який прославився своєю жорстокістю у винищенні євреїв та інших жителів міста.
Більшістю «операцій» проти євреїв керував сам Крюгер: він віддавав наказ відкривати вогонь і особисто добивав з вогнепальної зброї. Він також давав розпорядження ліквідувати чимало поляків і українців лише за підозрою, що вони комуністи або належали до руху опору. 
Масові вбивства 6 і 12 жовтня вважаються за початок «остаточного розв'язання в Генеральному губернаторстві», оскільки це було перше у цих краях масове вбивство єврейських жінок, дітей і чоловіків усіх вікових категорій. Досі не з'ясовано, чи давали Карл Ебергард Шенгарт, Гельмут Танцман або Фрідріх Кацман чіткі вказівки розпочати на цьому місці знищення єврейських жінок і дітей ще до відкриття таборів смерті. Сам Крюгер пізніше зізнавався, що мотивом була обмежена місткість запланованого гетто. Німецький історик Дітер Поль вказує в цьому зв'язку на близькість до кордону з Закарпатським губернаторством, з якого угорці витісняли на зайняті німцями території тисячі євреїв, які населяли Закарпатську Україну або опинилися там як утікачі.

## Позбавлення влади і переведення у Францію
У серпні 1942 року панування «Станіславського короля» закінчилося. Крюгер похвалився заарештованій графині Кароліні Лянцкоронській, що він ліквідував професорів у Львові. Шеф гестапо Дрогобича Вальтер Кучман доніс на свого суперника Крюгера за видачу цієї таємниці. Крім того, експертиза показала, що багато цінностей єврейських жертв не були належним чином обліковані та здані на зберігання. Крюгера було відкликано в Берлін і він залишався майже рік під вартою СС, доки слідство не було припинено після втручання Карла Ебергарда Шенгарта через Генріха Гіммлера.
Крюгера було понижено у званні до унтерштурмфюрера СС і переведено у Францію в 1943 році, де він очолив СД у місті Шалон-сюр-Сон. На цій посаді Крюгер був замішаним у воєнних злочинах: щоб припинити акції руху опору, він застрелив шістьох заручників і підпалив кілька будинків. 3 лютого 1947 року в Діжоні Крюгера заочно було засуджено до смертної кари. На початку вересня 1944 року через просування військ союзників він позбувся посади. Наприкінці війни Крюгер потрапив у полон у Нідерландах.

## Післявоєнний період
Оскільки про його злочини в Україні та Франції нічого не було відомо, Ганса Крюгера у жовтні 1948 року було звільнено з-під варти. Після війни Крюгер жив у Людінггаузені, видавав себе за антифашиста. Працював представником оптового торгівця залізними виробами, 1954 року став самозайнятим у будівельній галузі, а з березня 1960 року працював районним керівником мережі «Отто», що діяла за принципом посилторгу. На початку 1950-х років він марно намагався влаштуватися на службу в поліцію або в органи конституційного захисту. З 1949 по 1956 рр. був головою земельного відділення «Земляцтва Берлін-Маркграфство Бранденбург» і до 1958 р. був також партійним діячем; у 1954 році невдало балотувався від «Усенімецького блоку/Союзу вигнаних з батьківщини і позбавлених прав» на виборах у ландтаг Північного Рейну-Вестфалії.
Після того, як в Ізраїлі вийшла книжка про німецькі звірства, прокуратура Дортмунда з 1959 року вела розслідування проти Крюгера, а 9 січня 1962 р. взяла його під варту 1965 року його офіційно звинуватили у злочинах, скоєних на окупованих територіях. Як начальникові поліції безпеки Станіслава йому ставилися у провину 24 875 убивств під час вісьмох «операцій» у період з 2 серпня 1941 р. до початку літа 1942 р. У 1967 р. відбувся суд. Його судили за знищення євреїв, але не за розстріли українців, поляків чи ліквідацію львівських професорів, що теж було справою його рук. Крюгер визнав, що керував гестапо у Станіславі (що розташовувалося у приміщенні колишнього окружного суду на тодішній вул. Білінського), але не визнавав особистої участі і відповідальності, надіючись на загибель усіх свідків. Однак на засідання суду несподівано з'явилася польська графиня Кароліна Лянцкоронська, якій пощастило вижити. Це зруйнувало увесь захист, і 6 травня 1968 року земельний суд у Мюнстері засудив Ганса Крюгера на довічне ув’язнення. Звільнений у 1986 р. Помер через два роки після звільнення.